# Kate McGarrigle
Kate McGarrigle nata Catherine Frances McGarrigle (Montréal, 6 febbraio 1946 – Montréal, 18 gennaio 2010) è stata una cantautrice canadese.
Formava un duo con la sorella Anne ed era madre di Rufus e Martha Wainwright, il cui padre è il suo ex-marito Loudon Wainwright III, anche lui musicista.
È morta il 18 gennaio 2010.

## Discografia delle sorelle  McGarrigle
- 1975 - Kate & Anna McGarrigle
- 1976 - Dancer with Bruised Knees
- 1978 - Pronto Monto
- 1981 - Entre la jeunesse et la sagesse
- 1982 - Love Over and Over
- 1990 - Heartbeats Accelerating
- 1996 - Matapédia (Juno Award for Roots & Traditional Album of the Year - Group, 1997)
- 1998 - The McGarrigle Hour (Juno Award for Roots & Traditional Album of the Year - Group, 1999)
- 2003 - La vache qui pleure
- 2005 - The McGarrigle Christmas Hour